# Sándor Szathmári
Sándor Szathmáry  (n. 19 iunie 1897, Jula, Békés, Ungaria – d. 27 septembrie 1974, Budapesta, Republica Populară Ungară) a fost un scriitor, romancier, traducător, esperantist și inginer mecanic maghiar.